# Polyrrinia

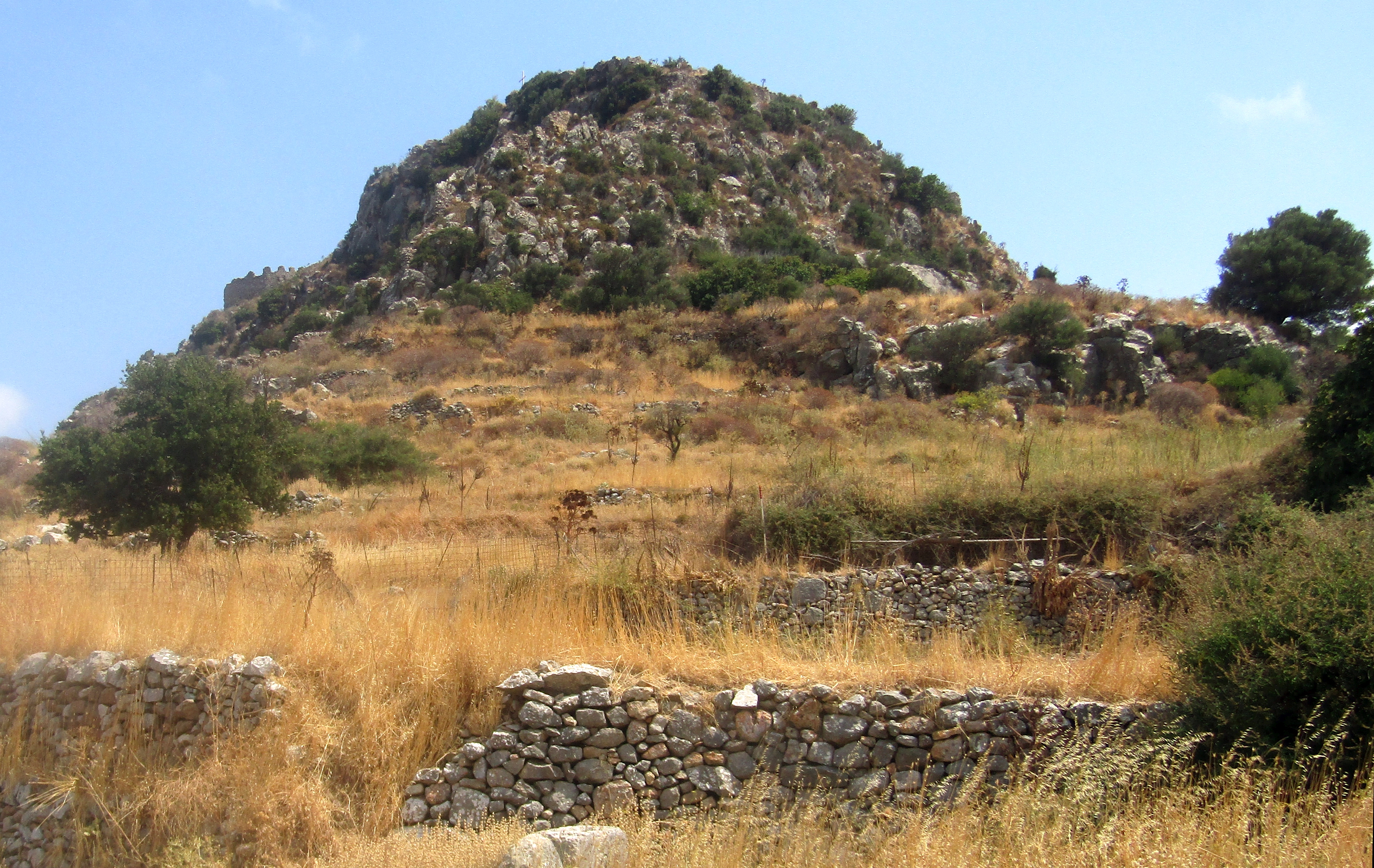
L'acropole

Polyrrinia, parfois appelée Polyrrhénie ou Polyrrenia (grec ancien : Πολυρρηνία ; grec moderne : Πολυρρηνία), Polyrrhen ou Polyrren (Πολύρρην) ou Polyren (Πολύρην), ou Pollyrrhenia ou Polyrrenia (Πολλύρρηνα), ou Polyrrenion (Πολυρρήνιον)  était une ville au nord-ouest de l'ancienne Crète, dont le territoire occupait toute l'extrémité occidentale de l'île, s'étendant du nord au sud. C'était une importante cité de la période archaïque, contemporaine de Lato et Prinias. Strabon le décrit comme se trouvant à l'ouest de Cydonia, à une distance de 30 stades de la mer, et 60 de Phalasarna, et comme contenant un temple de Dictynna. Il ajoute que les Polyrrhéniens habitaient autrefois des villages, et qu'ils ont été rassemblés en un seul lieu par les Achéens et les Lacédémoniens, qui ont bâti une ville forte tournée vers le sud. Pendant les guerres civiles en Crète au temps de la Ligue achéenne, en 219 avant notre ère, les Polyrrhéniens, qui avaient été des alliés de Cnossos, désertèrent Cnossos et assistèrent les Lyctiens contre cette ville. Ils envoyèrent également des troupes auxiliaires au secours des Achéens, car les Cnossiens avaient soutenu les Étoliens. Ils ont ainsi empêché leurs rivales Cnossus et Gortys de dominer toute l'île et ont apporté une grande partie à la coalition macédonienne. Polyrrinia a continué à prospérer à l'époque romaine et byzantine. Son centre s'est alors déplacé vers son ancien port, Cisamus. Un aqueduc romain construit à l'époque d'Hadrien a amélioré l'approvisionnement en eau.
Les ruines de Polyrrinia ont été découvertes à un endroit appelé Epano Palaiokastro dans l'unité régionale de La Canée. C'est environ 7 km à l'intérieur des terres de Kissamos. Un village du même nom a été établi à proximité et les ruines sont un site archéologique. Le site expose les vestiges des anciens murs, des tombes taillées dans la roche, des ruines et une acropole. Des fouilles archéologiques systématiques sont menées sur le site depuis 1986.